# ATP Challenger Eger
Der ATP Challenger Eger (offiziell: Eger Challenger) war ein Tennisturnier, das 1988 und 1989 in Eger, Ungarn, stattfand. Es gehörte zur ATP Challenger Tour und wurde im Freien auf Sand gespielt. Richard Vogel ist mit je einem Titel im Einzel und Doppel der einzige mehrfacher Turniersieger.

## Liste der Sieger

### Einzel
| Jahr | Sieger        | Finalgegner    | Ergebnis      |
| ---- | ------------- | -------------- | ------------- |
| 1989 | Richard Vogel | Libor Pimek    | 2:6, 7:5, 6:1 |
| 1988 | Karel Nováček | Martin Střelba | 7:5, 6:1      |

### Doppel
| Jahr | Sieger                            | Finalgegner                    | Ergebnis      |
| ---- | --------------------------------- | ------------------------------ | ------------- |
| 1989 | Branislav Stankovič Richard Vogel | George Cosac Florin Segărceanu | 6:4, 6:4      |
| 1988 | Jaroslav Bulant Vojtěch Flégl     | Karel Nováček Richard Vogel    | 6:4, 3:6, 7:5 |